# Альпаида
Альпаи́да (Алпайя, фр. Alpaïde, Alpais, Chalpais) — франкская дворянка, конкубина или одна из жён франкского майордома Пипина II Геристальского, родившая ему как минимум одного сына — Карла Мартелла (впоследствии — майордома Австразии, Нейстрии и Франкского королевства). Жила в VII веке и, возможно, в начале VIII века.

## Биография
О подлинной биографии Альпаиды известно крайне мало. Вероятно, конец своей жизни она провела в монастыре Ор-ле-Гран (ныне на территории коммуны Ор-Жош в Бельгии), при этом обстоятельства и дата её удаления туда также неизвестны.
В Книге истории франков в 725 году упоминается, но без имени матери, рождение Карла Мартелла: «Пипин … имел от другой жены сына по имени Карл». Затем граф Хильдебранд, брат Карла Мартелла, продолжает хронику Фредегара и отмечает: «Пипин взял другую женщину, благородную и красивую, по имени Альпаида, от которой у него был сын, которого он назвал на своем родном языке Карлом; этот ребенок вырос сильным … стал знаменитым». Эти два текста, написанные одновременно с событиями, показывают, что Альпаида могла быть женой Пипина, а не просто наложницей, как в других более поздних источниках, которые появились уже в те времена, когда моногамия стала правилом. Более того, Альпаида могла играть важную политическую роль. Тем не менее, статус взаимоотношений Альпаиды и Пипина при наличии у него жены Плектруды остаётся неясным.
Также Альпаида появляется в другом тексте: в легенде о святом Ламберте. Последний якобы открыто не одобрял союза между Пипином и Альпаидой, описывая как сожительство. И в отместку Додо, по легенде брат Альпаиды, послал своих родственников разорить земли епископа, но те были убиты племянниками священника. Додо отомстил и убил Ламберта. В 1861 году художник Огюст Шовен изобразил один из моментов этой истории на своей картине Le Banquet de Jupille (дословно — «Банкет Жюпиля»). Но современные исследования ставят под сомнение подобный ход событий: в первой версии жития святого Ламберта Додо действительно убийца епископа, но действует из мести за своих родителей, а Альпаида даже не упоминается.
Историки расходятся во мнениях относительно того, является ли Альпаида матерью также графа Хильдебранда. Термин, используемый для описания родства между Карлом Мартеллом и Хильдебрандом, — germanus (брат одного отца и, возможно, одной матери). Хвалебный портрет Альпаиды, который Хильдебранд пишет в хрониках, свидетельствует в пользу её материнства. Такова точка зрения Эдуарда Главичка. Однако исследователь Леон Левиллен считает, что если бы Хильдебранд был сыном Альпаиды, то указал бы себя среди потомков Пипина и Альпаиды. Хильдебранд называется avunculus, тогда как если бы он был братом по отцу и матери, правильным термином было бы patruus. Наконец, ономастика не показывает связи между потомками двух братьев. При этом avunculus в то время уже имел широкое значение слова «дядя», без какой-либо дополнительной точности, а тот факт, что Хильдебранд не пишет про самого себя, может сойти за скромность, братство подтверждается некоторыми текстами.